# Szakadát (Magyarország)
Szakadát (németül: Sagetal) község Tolna vármegyében, a Tamási járásban.

## Fekvése
Tolna vármegye középső részén fekszik, a Tolnai-Hegyhát tájegységben, Gyönk város déli szomszédságában. A 65-ös főút és a Kölesd-Pincehely közti 6313-as út felől is a Gyönk-Hőgyész közti 6315-ös úton közelíthető meg.

## Története
A dunántúli római uralom idején is megült hely. A honfoglalás után a Szák nemzetség veszi birtokába. A 12. században már egyházas hely. 1214-ben Merő János birtokában találjuk. Egy 1298-ban kelt oklevél templomáról tesz említést. A 14. század második felében Tikai István és Niko Miklós osztoznak a határ birtokában. A török megszállás itt is csak pusztulást hagyott maga után. 1680-ra Tolna megye felszabadul a töröktől, országos ínség. 1717-1733 között nagy pestis járvány dühöng a megyében, Szakadát ekkor Mercy gróf birtoka volt, akit később a csicsói templomban helyeztek nyugalomra.A 18. század első felében újra benépesült, főként Németországból,  Trierből, Saar, Rajna vidékéről idetelepített családokkal. Az 1723-as betelepítés után a következő családnevek szerepeltek a településen: Staudt, Schlitt, Krémer, Schmidt, Spisz, Kanter, Laux, Isztl, Veilant, Müller, Ernszt, Schüszler, Feller, Ekhard, Kasse.
1727-ig Hőgyész filiájaként településnek is önálló plébániája lett, első papja Szigethy András (1727-1736) volt. 1738-ban újra  pestis járvány pusztított. 1759-ben pedig Winkler Mihály plébános templomot építtetett a településen Szent Miklós tiszteletére.             
1767-ben Mária Terézia urbáriális községe volt. Földesura pedig ekkor Gróf Apponyi György. 1897-től a falu plébánosa Pelcz Árpád 1918-ig. 1897-ben a rossz állapotú régi templomot bezárták, új templom építéséhez kezdtek, melyet 1899. XII. 6.án szenteltek fel Jézus Szíve tiszteletére. 1947. V. 28-án a kitelepítésekkor  186 családot telepítettek ki. Helyettük Nógrád vármegyéből, Mosonszolnokról és Erdélyből érkeztek családok.
1874-ben a községben 3 molnár, 2 szabó, 103 kőműves, 4 ács és 2 kovács volt.

## Közélete

### Polgármesterei
- 1990–1994: Varga Ferenc (FKgP)[3]
- 1994–1998: Varga Ferenc (független)[4]
- 1998–2002: Laszk Gábor (független)[5]
- 2002–2006: Laszk Gábor (független)[6]
- 2006–2010: Laszk Gábor (független)[7]
- 2010–2014: Laszk Gábor (független)[8]
- 2014–2019: Laszk Gábor (független)[9]
- 2019–2024: Laszk Gábor (független)[10]
- 2024– : Harmati-Pék Anna Mária (független)[1]

## Népesség
A település népességének változása:
| Lakosok száma | 227  | 222  | 205  | 203  | 199  | 214  | 205  |
|               | 2013 | 2014 | 2015 | 2021 | 2022 | 2023 | 2024 |

A 2011-es népszámlálás során a lakosok 89,5%-a magyarnak, 49,4% németnek mondta magát (5% nem nyilatkozott; a kettős identitások miatt a végösszeg nagyobb lehet 100%-nál). A vallási megoszlás a következő volt: római katolikus 64,9%, református 3,3%, evangélikus 2,1%, görögkatolikus 1,3%, felekezeten kívüli 16,7% (10,9% nem nyilatkozott).
2022-ben a lakosság 84,4%-a vallotta magát magyarnak, 33,7% németnek, 6,5% egyéb, nem hazai nemzetiségűnek (8% nem nyilatkozott; a kettős identitások miatt a végösszeg nagyobb lehet 100%-nál). Vallásuk szerint 42,2% volt római katolikus, 5% református, 3% evangélikus, 0,5% görög katolikus, 1,5% egyéb keresztény, 0,5% egyéb katolikus, 16,1% felekezeten kívüli (31,2% nem válaszolt).

## Nevezetességei
Római katolikus templomának tornya 1765-ben, a templomhajó 1898-ban épült. A településen német nemzetiségi tájház működik.

## Külső hivatkozások
- Szakadát